# Partit Roig (Noruega)
El Roig (Rødt en bokmål, Raudt en nynorsk) és un partit d'esquerra de Noruega, fundat l'11 de març de 2007 resultat de la fusió entre Aliança Electoral Roja i el Partit Comunista dels Treballadors ("Arbeidernes Kommunistparti").

## Resultats electorals
| Any  | Vots    | Vots | Vots | Escons  | Escons | Govern            | Pos. |
| Any  | No.     | %    | ± pp | No.     | ±      | Govern            | Pos. |
| ---- | ------- | ---- | ---- | ------- | ------ | ----------------- | ---- |
| 2009 | 36,219  | 1.3  | Nou  | 0 / 169 | Nou    | Extraparlamentari | 8è   |
| 2013 | 30,751  | 1.1  | 0.2  | 0 / 169 | =      | Extraparlamentari | 9è   |
| 2017 | 70,522  | 2.4  | 1.3  | 1 / 169 | 1      | Oposició          | = 9è |
| 2021 | 135,574 | 4.7  | 2.3  | 8 / 169 | 7      | Oposició          | 6è   |